# The One (bài hát của Shakira)
"The One" là một đĩa đơn của ca sĩ người Colombia Shakira. Bài hát là bài hát cuối cùng được chuyển thể thành đĩa đơn từ album phòng thu thứ ba của Shakira Laundry Service.

## Xếp hạng
| Chart (2003)                        | Peak position |
| ----------------------------------- | ------------- |
| Úc (ARIA)                           | 16            |
| Áo (Ö3 Austria Top 40)              | 21            |
| Bỉ (Ultratop 50 Flanders)           | 21            |
| Bỉ (Ultratop 50 Wallonia)           | 21            |
| Hà Lan (Single Top 100)             | 31            |
| Châu Âu Hot 100 Singles (Billboard) | 41            |
| Pháp (SNEP)                         | 15            |
| Đức (GfK)                           | 39            |
| Ý (FIMI)                            | 20            |
| New Zealand (Recorded Music NZ)     | 39            |
| Thụy Sĩ (Schweizer Hitparade)       | 17            |